# Небоженко Віктор Сергійович
Віктор Сергійович Небоженко (нар. 14 лютого 1953, Жмеринка)  — український політолог, соціолог. Директор соціологічної служби «Український барометр». Кандидат філософських наук.

## Кар'єра
Закінчив філософський факультет Київського національного університету імені Тараса Шевченка за спеціальністю «Прикладна соціологія».
Працював в Інституті філософії Академії наук України, Інституті соціології Академії наук України.
- 1991—1992 рр.  — політичний оглядач на телеканалі УТ-1.
- 1990—1994 рр.  — консультант Комітету Верховної Ради України з питань боротьби з організованою злочинністю та корупцією.
- В 1994-му брав участь в першій президентській кампанії екс-прем'єр-міністра України Леоніда Кучми.
- 1994—1996 рр.  — керівник інформаційно-аналітичного управління Адміністрації Президента України (Л. Кучми).
- 1996—1998 рр.  — заступник директора Фонду підтримки національної безпеки.
- 1998—2000 рр.  — працював політтехнологом в ряді проєктів.
- 2000—2002 рр.  — експерт Агентства гуманітарних технологій, президент Агентства корпоративної підтримки «Трайдент», керівник Центру соціально-політичних технологій.
- З 2003-го  — керівник соціологічної служби Національного інституту стратегічних досліджень при Президенті України, директор Соціологічної служби «Український барометр».